# غريغوريو ريتشي
غريغوري ريتشي كورباسترو  (بالإيطالية: Gregorio Ricci-Curbastro)‏ (لوغو، 12 يناير 1853 - بولونيا، 6 أغسطس 1925) هو عالم رياضيات إيطالي، ويُعد مُؤسس حساب الموترات (حساب التفاضل المطلق) مع تلميذه توليو ليفي تشيفيتا.

## السيرة الذاتية
كانت عائلته واحدة من أقدم وأنبل عائلات لوغو. في سن السادسة عشر التحق بدروس الفلسفة الرياضية لجامعة روما (1869). في 1875 تخرج من بادوا في العلوم الفيزيائية والرياضيات مع أطروحة حول المعادلات التفاضلية. وكان قد تتلمذ على يد علماء الرياضيات مثل هنري بيتى ، بلترامي أوجينيو ، أوليس ديني وفيليكس كلاين.

## دراسته لحساب التفاضل المطلق
في 1877 حصل ريتشي على منحة دراسية في المدرسة التقنية في موناكو دي بافاريا، كما عمل في وقت لاحق كمساعد لأستاذه أوليس ديني. في 1880 أصبح أستاذا للرياضيات في جامعة بادوفا ، حيث اهتم أولا بهندسة ريمان وأشكال تفاضلية من الدرجة الثانية. انشأ مجموعة بحثية عمل ضمنها توليو ليفي تشيفيتا، حيث انجز معه أطروحة حول حساب التفاضل المطلق، أي حساب الموترات والتي أصبحت اللغة الأساسية لنظرية آينشتاين للنسبية العامة في وقت لاحق . في الواقع كان لحساب التفاضل المطلق دورا رئيسيا في تطوير هذه النظرية.

## الجوائز
تلقى ريتشي العديد من الأوسمة لمساهماته، على الرغم من أن عمله لم يكن مفهوما تماما من ذلك الزمن.
- رئيس معهد فينيتو للعلوم والآداب والفنون،
- أكاديمية داي لانساي،
- أكاديمية بادوفا،
- أكاديمية العلوم بتورينو،
- أكاديمية جاليليو للآداب والعلوم والفنون،
- الأكاديمية الملكية لبولونيا،
- الأكاديمية البابوية للعلوم.

## وصلات خارجية
- غريغوريو ريتشي على موقع الموسوعة البريطانية (الإنجليزية)